# إنريكي بيمنتل زونيغا
إنريكي بيمنتل زونيغا (بالإسبانية: Enrique Pimentel)‏ هو كاهن كاثوليكي إسباني، ولد في 3 أغسطس 1574، وتوفي في 1653 في قونكة في إسبانيا.